# Yūma Nakayama
Yūma Nakayama (jap. 中山優馬 Nakayama Yūma; ur. 13 stycznia 1994 w prefekturze Osaka) - japoński aktor i piosenkarz.
Nakayama jest członkiem j-popowej grupy Nakayama Yūma w/ B.I.Shadow i Hey!Say!7 West w wytwórni Johnny's Entertainment, a także byłym członkiem TOP KIDS.